# Портрет Константина Марковича Полторацкого
«Портрет Константина Марковича Полторацкого» — картина Джорджа Доу и его мастерской из Военной галереи Зимнего дворца.
Картина представляет собой погрудный портрет генерал-майора Константина Марковича Полторацкого из состава Военной галереи Зимнего дворца.
Во время Отечественной войны 1812 года полковник Полторацкий был шефом Нашебургского пехотного полка, отличился в сражениях при Городечно и на Березине. С начала Заграничных походов 1813 и 1814 годов сражался в Польше, отличился при осаде Торна, затем был в Силезии и за отличие в бою под Кенигсвартом был произведён в генерал-майоры. Далее он был в боях в Саксонии и Франции, отличился в Битве народов под Лейпцигом и при Ла-Ротьере; в сражении при Шампобере был захвачен французами в плен и освобождён только по окончании военных действий. В кампании Ста дней командовал 2-й бригадой 9-й пехотной дивизии и вновь совершил поход во Францию.
Изображён в генеральском вицмундире, введённом для пехотных генералов 7 мая 1817 года, на плечи наброшена шинель. Слева на груди звезда ордена Св. Анны 1-й степени; на шее крест ордена Св. Владимира 3-й степени; по борту мундира кресты прусских орденов Красного орла 2-й степени и Пур ле мерит; справа на груди крест ордена Св. Георгия 4-го класса, серебряная медаль «В память Отечественной войны 1812 года» на Андреевской ленте и крест шведского Военного ордена Меча 4-й степени. С тыльной стороны картины надпись: Poltorasky. Подпись на раме: К. М. Полторацкiй 1й, Генералъ Маiоръ.
7 августа 1820 года Комитетом Главного штаба по аттестации Полторацкий был включён в список «генералов, заслуживающих быть написанными в галерею» и 19 мая 1822 года император Александр I приказал написать его портрет. Гонорар Доу был выплачен 4 апреля 1824 года. Готовый портрет был принят в Эрмитаж 7 сентября 1825 года.
А. А. Подмазо в своей книге о Военной галерее приводит репродукцию копии портрета Полторацкого (Ростовский областной музей изобразительных искусств) , снятой с оригинала работы А.-Ф. Ризенера (холст, масло, 69,2 × 56 см, Государственный музей-заповедник «Павловск»), однако не приводит никаких объяснений, каким образом этот портрет может быть связан с портретом работы Доу. При визуальном сравнении эти портреты не имеют ничего общего.